# Белобожница
Белобо́жница (укр. Білобожниця) — село в Чортковском районе Тернопольской области Украины. Административный центр Белобожницкой сельской общины.
Население по переписи 2001 года составляло 2035 человек. Почтовый индекс — 48530. Телефонный код — 3552.